# Ostfriesenmoor
Ostfriesenmoor ist ein deutscher Fernsehkrimi von Marcus O. Rosenmüller aus dem Jahr 2023. Er basiert auf dem gleichnamigen Roman von Klaus-Peter Wolf und ist der siebte Film der ZDF-Reihe Ostfrieslandkrimis. Die deutsche Erstausstrahlung erfolgte am 4. Februar 2023 im ZDF, online war die Folge ab 28. Januar 2023 abrufbar.

## Handlung
Während Kriminalhauptkommissarin Ann Kathrin Klaasen noch damit beschäftigt ist den Mord an einem jungen Mädchen aufzuklären, das im Moor gefunden wurde, verschwinden in der Stadt die Zwillingsbabys von Gundula Müller. Da hier die Zeit drängt, um die Spur des Entführers zu finden, muss sich das Team um Klaasen zunächst darum kümmern. Aufgrund der schwierigen Familienverhältnisse wird vermutet, dass Müllers Exmann dahinter steckt. Wolfgang Müller wird befragt, bestreitet allerdings, irgendwelche Rachegelüste zu haben. Er wäre nur hier nach Aurich gezogen, um seiner Tochter Lucy näher sein zu können. Als er sich kurz mit seiner Exfrau trifft, bringt das deren neuen Mann derart in Wut, dass er Müller niederschlägt, ihn ins Moor verschleppt und dazu nötigen will preiszugeben, wo die Zwillinge wären. Müller erklärt, nichts mit dem Verschwinden der Kinder zu tun zu haben, aber er sei davon überzeugt, dass er der biologische Vater wäre. Verstört und wütend hilft Thomas Schacht Müller nicht aus dem Moor, sodass dieser darin versinkt und stirbt.
Klaasen kümmert sich weiter um das tote Mädchen, das inzwischen als Jule Freitag identifiziert werden konnte. Sie war als schwer erziehbar in einem Heim untergebracht, sodass die erste Spur zu Dr. Alexander Ollenhauer führt, der die Einrichtung als eine Stiftung gegründet hatte. Die Jugendlichen in der Einrichtungen bestätigen Klaasen, dass Ollenhauer sich mehr als normal um Jule gekümmert hätte. Zudem hätte er sie immer mal auf seiner Yacht mitgenommen.
Als Müllers Leiche gefunden wird, entdeckt die Suchmannschaft auch die Leiche eines weiteren jungen Mädchens. Nachdem sie identifiziert werden kann, führt die Spur erneut zu Ollenhauer, der umgehend festgenommen wird. Bei seiner Vernehmung gibt er an, dass er beiden Mädchen nichts getan hätte. Klaasen ist sich allerdings sicher, dass Ollenhauer sich an den Mädchen vergangen hat. Bei der Recherche zu möglichen weiteren Schutzbefohlenen Ollenhauers stoßen die Ermittler auf einen acht Jahre alten Fall. Die damals sechzehnjährige Tanja Stendahl hatte eine Zwillingsschwester. Klaasen hat sofort eine Ahnung und lässt das Foto des Mädchens digital aktualisieren. Auf dem Bild erkennt Klaasen die neue Assistentin der Rechtsmedizin, mit der ihr Kollege Rupert gerade eine heiße Affäre begonnen hat. Als sich Frauke Thanner von Rupert ertappt fühlt, da er bei seinem Besuch im Nebenzimmer Babygeräusche hört, schlägt sie ihn nieder und fesselt ihn. Klaasen ist bereits auf dem Weg zu Thanner und erkennt die Brisanz der Lage. Sie versichert Thanner, dass sie genug Beweise gegen Ollenhauer hätte, um ihn für seine Taten zur Verantwortung zu ziehen. Thanner ist skeptisch, weil es niemanden geben wird, der gegen den Mann aussagen kann, der ihre Schwester und die anderen Mädchen „kaputt“ gemacht hätte. Sie habe nichts weiter tun können, als die anderen Mädchen zu „erlösen“. Da Thanner den Babys zufällig begegnete und diese kurz ohne Aufsicht waren, hatte sie sie einfach mitgenommen.

## Hintergrund
Die Dreharbeiten für Ostfriesenmoor erfolgten vom 12. Oktober bis zum 12. Dezember 2021 in Norden und Norddeich, sowie Aurich und Umgebung. Es ist die erste Folge mit Picco von Groote als Kriminalhauptkommissarin Ann Kathrin Klaasen, die in den letzten drei Folgen von Schauspielerin Julia Jentsch gespielt wurde.

## Rezeption

### Einschaltquoten
Bei der Erstausstrahlung am 4. Februar 2023 wurde Ostfriesenmoor in Deutschland von 7,71 Millionen Zuschauern gesehen, was für das ZDF einem Marktanteil von beachtlichen 27,9 Prozent entsprach.

### Kritik
Tilmann P. Gangloff schrieb für Tittelbach.tv: „Thriller-Garant Marcus O. Rosenmüller hat seine „Ostfriesen“-Premiere für seine Verhältnisse vergleichsweise zurückhaltend umgesetzt. Ein Manko ist auch die Überzeichnung einiger Figuren. Trotzdem ist der Film über die Suche nach dem Mörder einer jungen Frau, die eines Tages als Leiche im Moor entdeckt wird, reizvoll, selbst wenn Krimifans den Hauptverdächtigen umgehend von ihrer Liste streichen werden, zumal Harald Krassnitzer den Großwildjäger mit einer sehenswerten Abgründigkeit versieht. Maria Ehrich als neue Assistentin am Institut für Rechtsmedizin ist hingegen schlicht hinreißend.“
Bei quotenmeter.de wertete Christian Lukas: Die „Geschichte ist geradlinig und ohne nervende Alleingänge der Hauptfigur inszeniert. Hauptdarstellerin Picco von Groote mag es einerseits an der Kantigkeit ihrer Vorgängerinnen fehlen, andererseits kann sie sich ganz darauf konzentrieren, Ann Kathrin als Ermittlerin darzustellen und als einen Profi in ihrem Job. Es gibt keine Traumata zu bewältigen, sie erledigt keine Alleingänge, sie wirkt einfach glaubhaft. Trotz der vertrauten Stammbesetzung jenseits der Hauptdarstellerin wirkt ‚Ostfriesenmoor‘ wie ein Neustart. Etwas glatter, etwas weniger kontrovers, aber mit dem Potenzial, die Hauptfigur neu zu definieren.“
Oliver Armknecht von film-rezensionen.de wertete: Diese Episode „hat eigentlich zwei Kriminalfälle zu erzählen, wenn eine Leiche im Moor gefunden wird und zwei Babys entführt werden. Statt doppelter Spannung gibt es hier aber ein Sammelsurium aus persönlichen und kriminologischen Strängen, die nur sehr unbefriedigend zusammengeführt werden.“ „Das größte Problem des Films ist aber, dass er als Krimi nicht besonders gut ist. So ist von Anfang an klar, dass die verschiedenen Einzelstränge in irgendeiner Form zusammenhängen müssen. Die spannende Frage ist: wie. Die Antwort ist aber sehr viel weniger spannend, da die Querverbindungen sehr willkürlich aufgebaut wurden. Vieles ergibt dabei einfach keinen Sinn, man hat bei Ostfriesenmoor den Eindruck, dass mehrere Bücher zusammengepresst wurden, die gar nichts miteinander zu tun hatten.“
Für prisma.de urteilte Hans Czerny: „Leider hat der Ostfrieslandkrimi viel von seiner schrulligen Bodenständigkeit verloren. Dafür verstehen sich Ann-Kathrin, die Kommissarin, und ihr treuer Kollege Frank (Christian Erdmann) derart prächtig, dass sie gleichzeitig jeder um die Hand des anderen bitten. Frank hat sogar die Eheringe bereits geordert, wie er auf dem Display seines Handys beweist. Das ist dreister Tobak – und wird nur noch vom Teamkollegen Rupert (Barnaby Metschurat) übertroffen, der die Assistentin in der Pathologie verbal derart ausdauernd angeht, als wäre er ein bissiger Hund. Der Grund für dieses Gebaren löst sich später auf – zu spät, wie wir meinen.“